# Comuna Troiițke, Popasna
Troiițke (în ucraineană Троїцьке) este o comună în raionul Popasna, regiunea Luhansk, Ucraina, formată din satele Novozvanivka și Troiițke (reședința).

## Demografie
Componența lingvistică a comunei Troiițke
     Ucraineană (85,09%)
     Rusă (14,78%)
     Alte limbi (0,12%)
Conform recensământului din 2001, majoritatea populației comunei Troiițke era vorbitoare de ucraineană (85,09%), existând în minoritate și vorbitori de rusă (14,78%).